# So Phisai (huyện)
So Phisai (tiếng Thái: โซ่พิสัย) là một huyện (amphoe) của tỉnh Bueng Kan, Đông Bắc Thái Lan. Trước năm 2011, huyện này thuộc tỉnh Nong Khai.

## Lịch sử
Tiểu huyện (King Amphoe) So Phisai được thành lập Ngày 1 tháng 3 năm 1972, khi 3 tambon So, Si Chomphu và Nong Phan Tha đã được tách ra từ huyện Phon Phisai. Đơn vị này đã được nâng cấp thành huyện ngày  12 tháng 4 năm 1977.

## Địa lý
Các huyện giáp ranh (từ phía tây theo chiều kim đồng hồ) là Fao Rai, Rattanawapi, Pak Khat, Bueng Kan và Phon Charoen của tỉnh Nong Khai, và Ban Muang của tỉnh Sakon Nakhon.

## Hành chính
Huyện này được chia thành 7 phó huyện (tambon), các đơn vị này lại được chia ra thành 89 làng (muban). So Phisai là một thị trấn (thesaban tambon) nằm trên một phần của tambon So. Có 7 Tổ chức hành chính tambon.
| STT | Tên           | Tên tiếng Thái | Số làng | Dân số |  |
| --- | ------------- | -------------- | ------- | ------ |  |
| 1.  | So            | โซ่             | 17      | 15.455 |  |
| 2.  | Nong Phan Tha | หนองพันทา       | 11      | 8.531  |  |
| 3.  | Si Chomphu    | ศรีชมภู          | 15      | 12.077 |  |
| 4.  | Kham Kaeo     | คำแก้ว          | 13      | 9.363  |  |
| 5.  | Bua Tum       | บัวตูม           | 13      | 9.347  |  |
| 6.  | Tham Charoen  | ถ้ำเจริญ         | 11      | 7.553  |  |
| 7.  | Lao Thong     | เหล่าทอง        | 9       | 5.276  |  |